# 圣朗贝尔迪拉泰
圣朗贝尔迪拉泰（法語：Saint-Lambert-du-Lattay，法語發音：[sɛ̃ lɑ̃bɛʁ dy latɛ] ⓘ）是法国曼恩-卢瓦尔省的一个旧市镇，属于昂热区。2015年12月31日，圣朗贝尔迪拉泰和相邻的圣欧班德吕涅合并成为新市镇瓦勒迪莱永，圣朗贝尔迪拉泰为政府驻地。

## 地理
圣朗贝尔迪拉泰（47°18'8"N, 0°37'56"W）面积14.44 平方千米，位于法国卢瓦尔河地区大区曼恩-卢瓦尔省，该省份为法国西部内陆省份，大致对应安茹地区，北起顺时针与马耶讷省、萨尔特省、安德尔-卢瓦尔省、维埃纳省、德塞夫勒省、旺代省、大西洋卢瓦尔省和伊勒-维莱讷省接壤。
圣朗贝尔迪拉泰的时区为UTC+01:00、UTC+02:00（夏令时）。

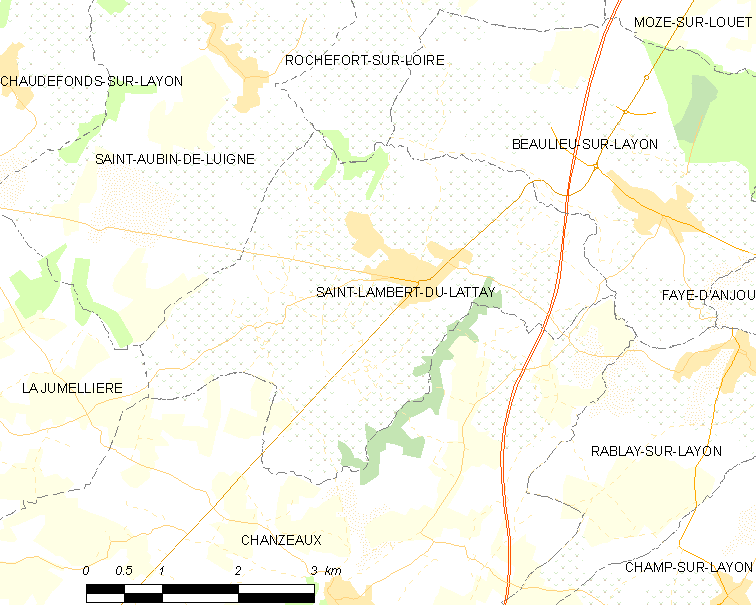
圣朗贝尔迪拉泰的OSM定位图

## 行政
圣朗贝尔迪拉泰的邮政编码为49750、49190，INSEE市镇编码为49292。

## 政治
圣朗贝尔迪拉泰所属的省级选区为安茹地区舍米耶县。

## 人口

1962-2008年间圣朗贝尔迪拉泰人口变化图示

圣朗贝尔迪拉泰于2018年1月1日时的人口数量为2153人。